# میگل فالکن
میگل فالکن (انگلیسی: Miguel Falcón؛ زادهٔ ۲۴ آوریل ۱۹۷۹) بازیکن فوتبال اهل اسپانیا است.
از باشگاه‌هایی که در آن بازی کرده‌است می‌توان به باشگاه فوتبال لگانس، باشگاه فوتبال رئال اویدو، و باشگاه فوتبال اتلتیکو مادرید بی اشاره کرد.